# Inondation
Ne pas confondre avec la crue, phénomène d'augmentation du débit d'un cours d'eau n'entraînant pas nécessairement d'inondation.
Pour les films avec ce titre, voir L'Inondation.
Une inondation  est la submersion temporaire, naturelle ou artificielle, d'un espace par de l'eau liquide. Ce terme est fréquemment utilisé pour décrire :
- le débordement d'un cours d'eau, en crue puis en décrue, sur les terrains voisins ; l'eau se répand dans le lit majeur, les talwegs et les dépressions topographiques ; selon la pente et l'intensité du phénomène l'eau peut être plus ou moins stagnante ou au contraire affectée d'une vitesse plus ou moins grande ;
- le ruissellement très important d'origine pluviale, soit sur des terres cultivées (inondation boueuse), soit en zone imperméable urbanisée[3] ;
- le débordement ou les conséquences de la rupture d'ouvrages artificiels hydrauliques tels que barrages, digues, canalisations (agricoles, d'eau potable, d'assainissement) ou la rupture d'une retenue naturelle comme celle d'un lac glaciaire, provoquant une inondation soudaine ;
- la remontée émergente d'une nappe phréatique ;
- l'envahissement temporaire par la mer d'une zone côtière lors d'une submersion marine ou d'un tsunami.

L'inondation est un des principaux risques naturels dans le monde ; c'est la catastrophe naturelle causant le plus de dégâts. Pour la période 1996-2005, environ 80 % des catastrophes naturelles mondiales étaient d'origine météorologique ou hydrologique. Les inondations auraient affecté en moyenne 66 millions de personnes par an entre 1973 et 1997[réf. nécessaire] et elles devraient s'aggraver dans beaucoup de ports et communes littorales, : selon une étude évaluant le coût probable de l'élévation des océans et des phénomènes météorologiques extrêmes pour les 136 principales métropoles littorales, les inondations pourraient coûter environ 1 000 milliards par an de 2010 à 2050, rien que pour ces villes.

## Causes

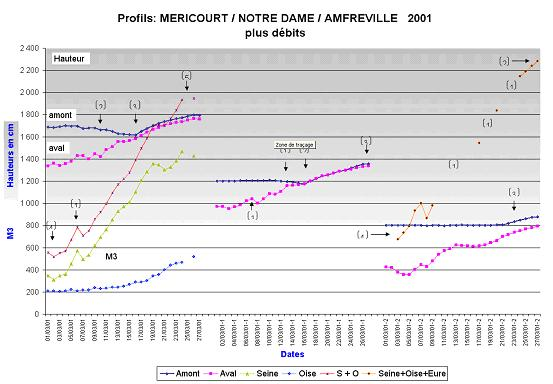
3 derniers barrages sur la Seine, cotes du 1er au 27 mars 2001.

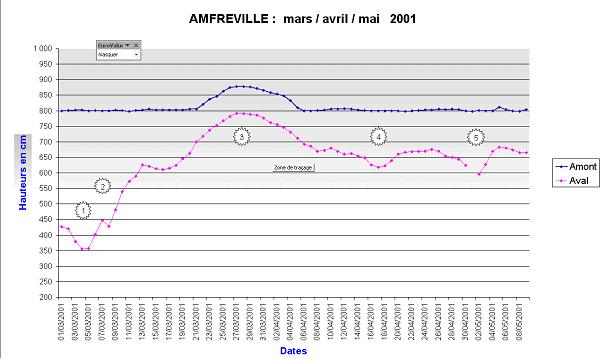
Barrage d'Amfreville, cotes de mars à avril 2001.

Une inondation peut-être provoquée ou souhaitée dans certaines techniques culturales (rizières inondées) ou dans l'ancienne pratique des « atterrissements » ou « accoulins ». Au Bangladesh par exemple l'eau des crues annuelles charrie 2 millions de tonnes de limons venus de l'Himalaya, indispensable à la fertilisation des terres agricoles. Qu'il s'agisse des moussons, de la fonte des neiges de l'Himalaya ou de cyclones tropicaux, le Bangladesh (situé à la confluence du Gange et du Brahmapoutre) est le siège d’inondations dramatiques comme celle de 1998, résultat des moussons particulièrement intenses et d'un dégel particulièrement abondant, où 66 % du pays était sous l'eau.
La plupart du temps une inondation est non désirée et a des causes naturelles ou anthropiques :
- causes anthropiques directes : implantations humaines inadaptées dans une plaine d'inondation ou en zone inondable ; dans le contexte urbain les surfaces imperméabilisées et dans le contexte agricole, l'imperméabilisation des sols due à une régression et dégradation des sols (battance), le fait par exemple, de certaines pratiques agricoles intensives, le drainage, peuvent accélérer le ruissellement de l'eau et en limiter l'infiltration[8] ; certaines activités historiques de drainage dans des zones marécageuses de tourbière ont eu pour résultat d'abaisser le niveau des terres (contraction des tourbes), cause de nouvelles inondations ; [réf. nécessaire]. Comme sur la Seine à Amfreville sous les Monts lors de l'inondation de mars et avril 2001 d'après les données de Voies navigables de France[réf. nécessaire] ;
- causes humaines indirectes liées aux modifications climatiques globales (émissions de gaz à effet de serre qui entraînent la fonte des glaciers et qui provoquent une montée du niveau des océans, des cours d'eau, ou qui pourraient entraîner des cyclones tropicaux plus intenses).

D'après le rapport 2007 du GIEC (mémento des décideurs) :

« D’après les simulations, il est probable que dans les années 2080 de très nombreux millions de personnes supplémentaires seront inondées chaque année à la suite de l’élévation du niveau de la mer. Les zones très peuplées et de faible altitude où la capacité d’adaptation est relativement faible et qui sont déjà confrontées à d'autres défis tels que des tempêtes tropicales ou la subsidence locale de la côte sont particulièrement en danger. Le nombre de personnes touchées sera plus grand dans les méga-deltas d'Asie et d’Afrique, tandis que les petites îles sont particulièrement vulnérables. »

« L’adaptation pour les régions côtières sera plus difficile dans les pays en voie de développement que dans les pays développés, à cause des contraintes pesant sur la capacité d’adaptation. »

## Typologies
Les inondations résultent d’un certain nombre de conditions météorologiques avec une origine, des caractéristiques et une durée différentes. On en distingue trois grands types :
- lentes (inondation étendue) : comme les crues du Rhône en 1856[12],[13] et en 2003, faisant suite à une longue période pluvieuse ;
- brutales (crue-éclair) : après un orage violent ou un ou deux jours de fortes pluies sur sol sec, certaines inondations peuvent violemment endommager les champs, villages et villes, ainsi que de nombreuses infrastructures, comme à Florence en 1966 où l'eau a envahi de nombreux quartiers de la ville, des édifices prestigieux et détruit de nombreuses œuvres d'art entreposées dans les sous-sols des Offices. Elles peuvent être torrentielles comme en France à Nîmes en 1988, à Vaison-la-Romaine en 1992, le Gard en 2002 ou dans le Var en 2010 ; elles s'accompagnent alors souvent de coulées de boue ou de glissements de terrain ;
- des inondations (ou submersions) marines peuvent être dues à un tsunami, une rupture de digue ou d'écluse, ou à des conditions météorologiques exceptionnelles (exemple : tempête venant de la mer combinée à une dépression importante et une grande marée comme ce fut le cas avec la tempête Xynthia en 2010).

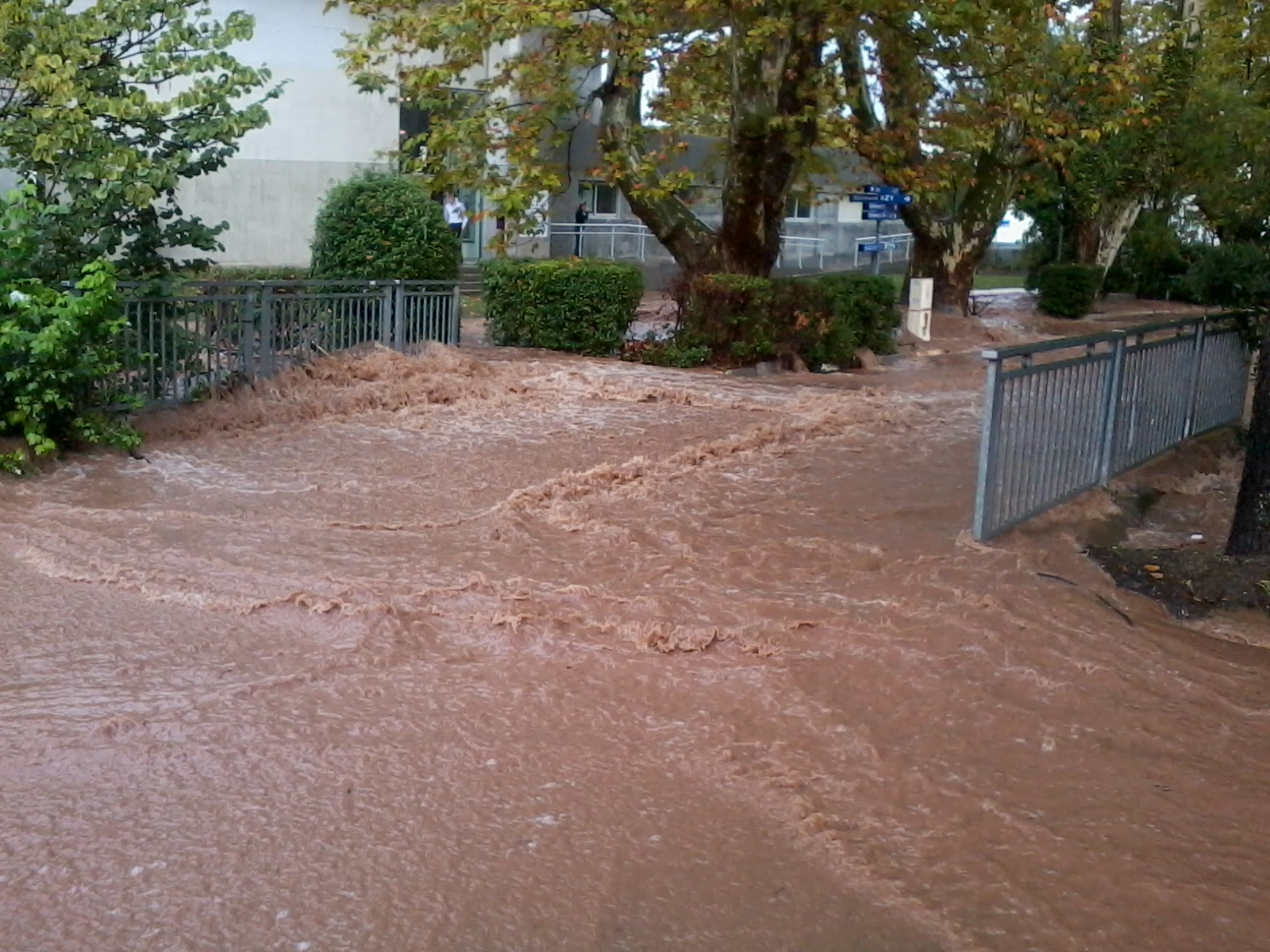
Inondation s'écoulant sur un pont.

Certaines crues éclair sont brèves et très localisées. Elles sont généralement dues à des pluies orageuses courtes mais intenses, qui ne parviennent pas à se disperser par infiltration, ruissellement ou écoulement. La cause la plus fréquente de ces inondations est un orage qui se déplace lentement et peut déverser d’énormes quantités d’eau sur une zone limitée en très peu de temps. Les orages qui se déplacent plus rapidement sont moins gênants à cet égard, car ils donnent de la pluie sur une zone plus étendue. Les crues éclair ennoient souvent des vallées ou des gorges. Quand l’air humide est poussé vers la montagne, il s’élève, et peut provoquer un orage accompagné de pluies torrentielles. Si le vent maintient l’orage stationnaire, l’eau peut ruisseler sur les pentes de la montagne et descendre jusqu’au fond de la vallée. Les gorges sont comme des entonnoirs qui accélèrent le débit de l’eau, dont la force emporte tout sur son passage.
Le niveau d'aléa lié à l'inondation est principalement lié à :
- la hauteur maximale de submersion, de moins de 50 cm à plus d'un mètre cinquante ;
- la durée de submersion, de quelques heures à plusieurs semaines ;
- la vitesse d'écoulement, de moins de 50 cm/s à plus d'un mètre cinquante par seconde ;
- la fréquence / période de retour (ie. inondation centennale) ;
- la soudaineté, voir la typologie des inondations ;
- l'ampleur, l'extension spatiale.

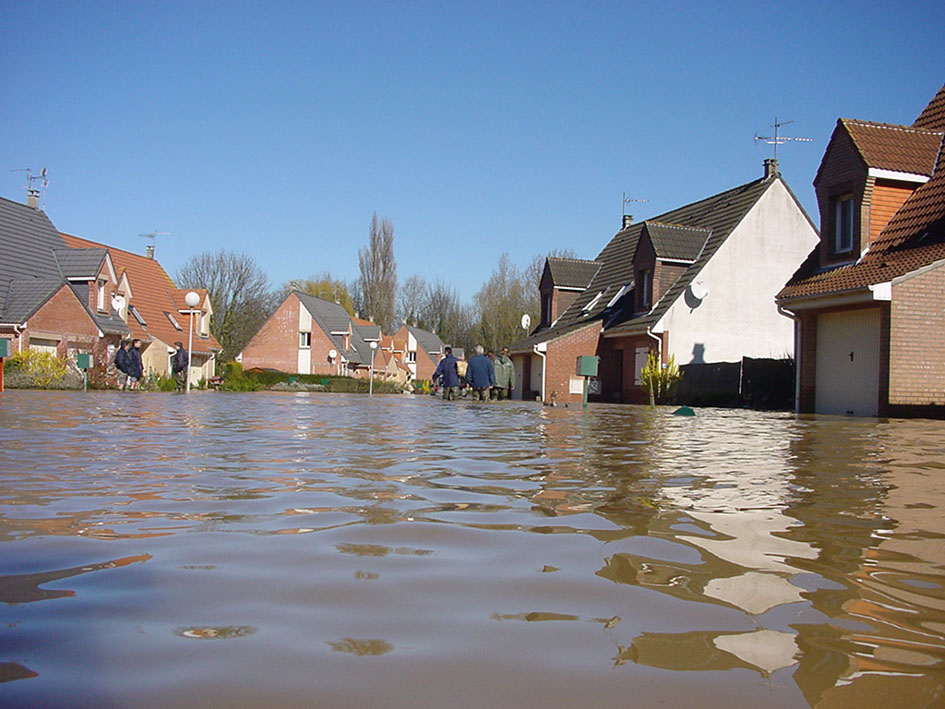
Inondation de 2002 à Blendecques (Pas-de-Calais).
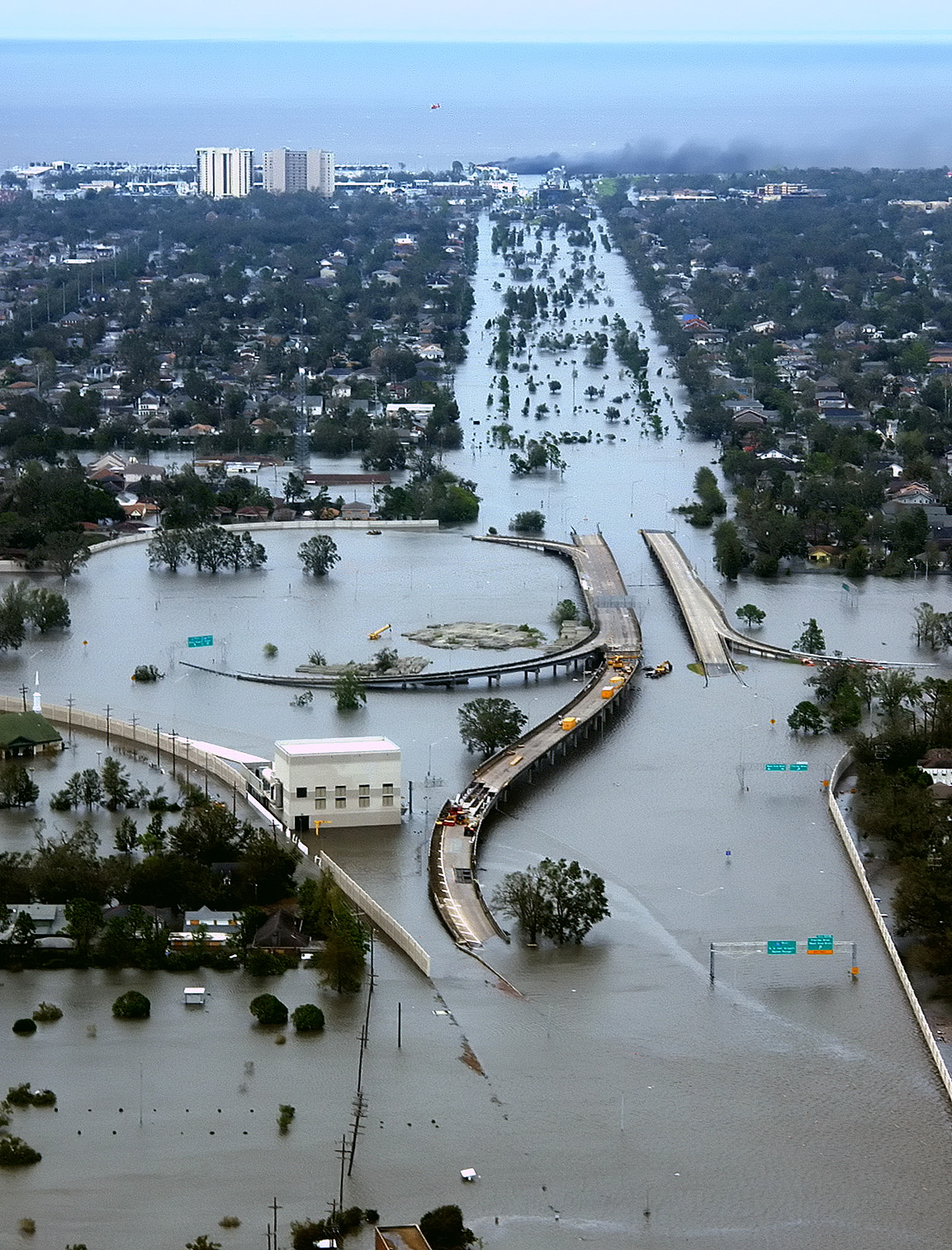
La Nouvelle-Orléans après l'ouragan Katrina en 2005.
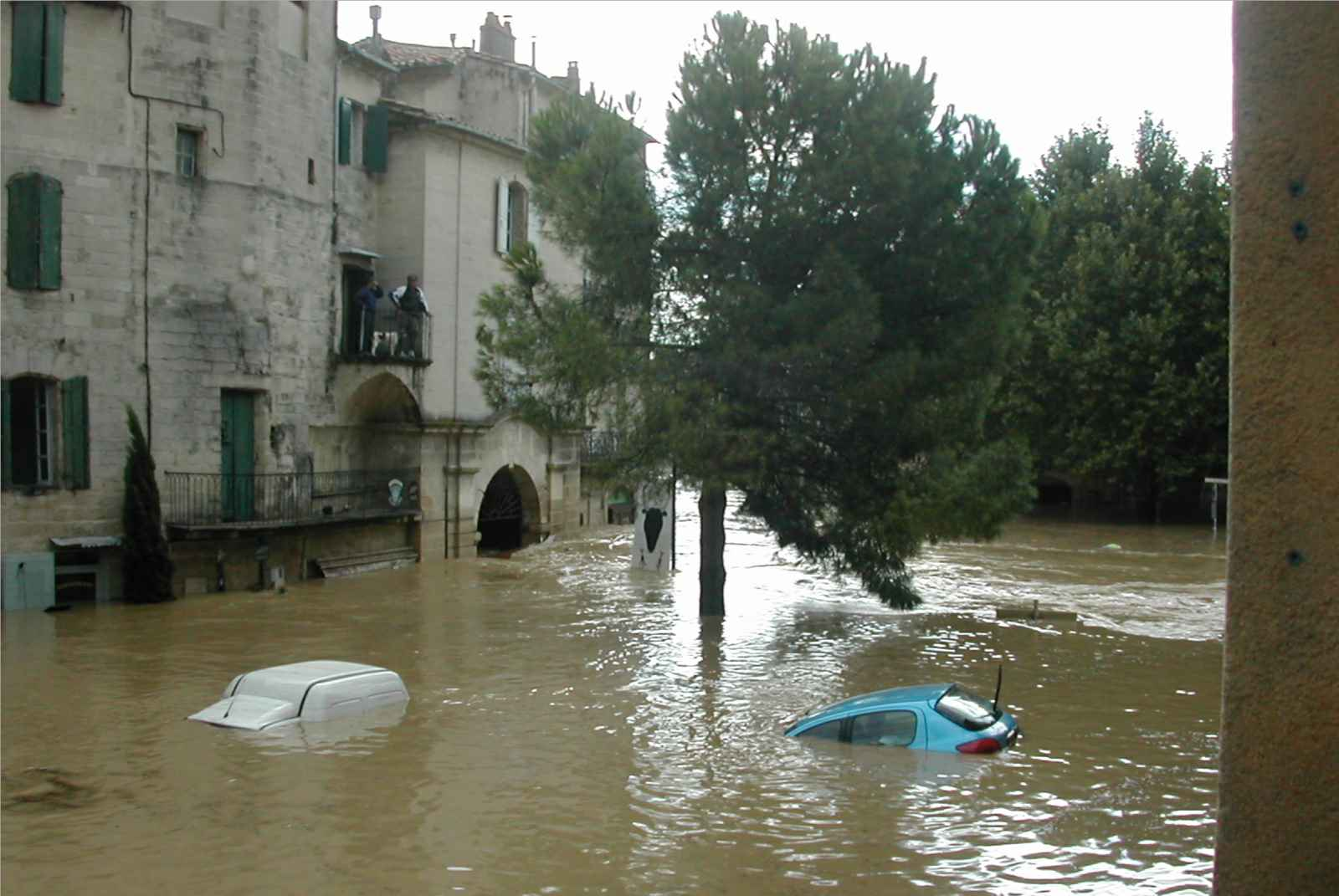
Inondation de septembre 2002 à Sommières (Gard).
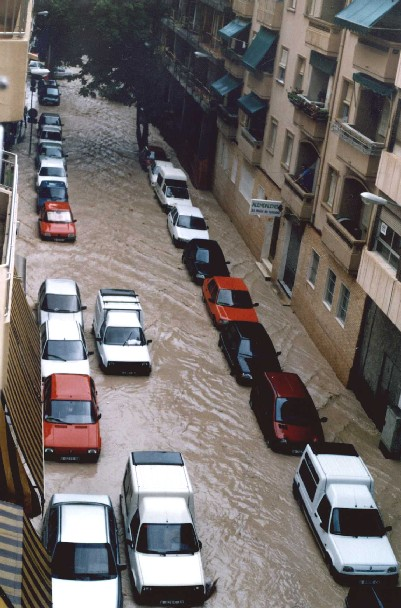
Inondation de 1997 à Alicante Espagne.

Lorsqu'une pluie est impliquée dans l'inondation, la hauteur ou le volume des précipitations, peut être donnée en millimètres ou en litres par mètre carré en pluviométrie car en sciences physiques ces deux unités sont équivalentes.

## Conséquences

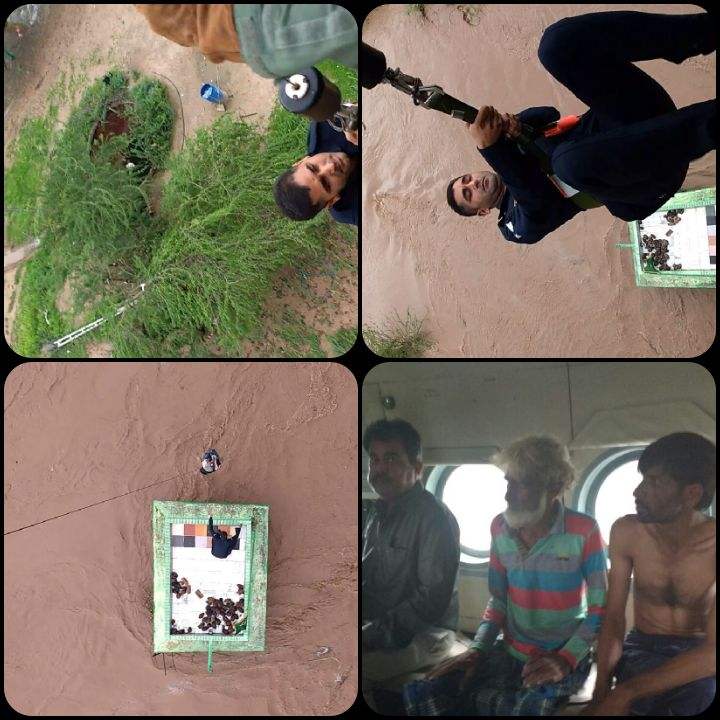
Indiens du Gujarat durant leur évacuation, lors des inondations en Asie du Sud de 2017.

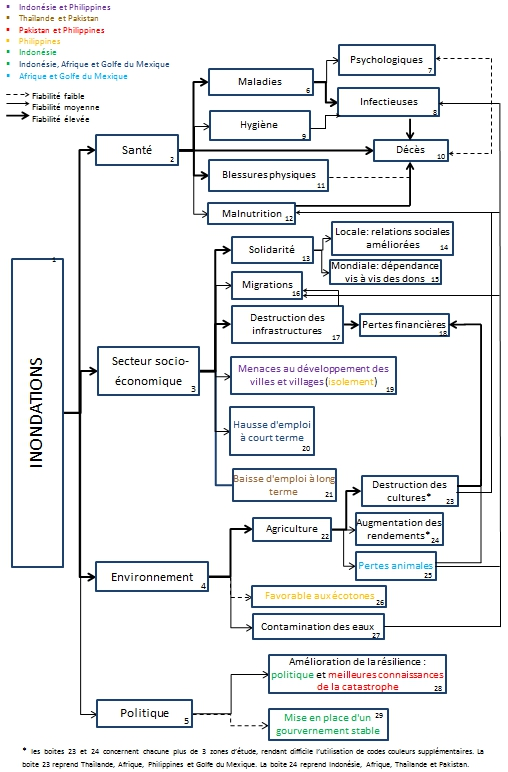
Schéma conceptuel : Conséquences des inondations.

Les inondations touchent tous les pays du globe mais avec des effets très diversifiés. Ces catastrophes naturelles ont un impact sociétal important. En 2011, elles représentaient 1 désastre naturel sur 2 et ont causé 57,1 % du total de victimes de catastrophes naturelles dans le monde. Il faut donc analyser leurs impacts sur la vie et la santé, sur l'économie, mais aussi sur l'environnement et l'écologie,. Les politiques pour enrayer ce phénomène sont nombreuses et ne cessent de se multiplier, car la fréquence des inondations est en hausse.

### Vie et santé
Les désastres hydrologiques sont ceux qui ont causé en moyenne le plus de victimes (morts et blessés) dans le monde de 2001 à 2010 (plus de 50 000 morts et en moyenne 75 millions de personnes affectées par an dans le monde.
Les conséquences sanitaires sont notamment un risque accru de maladies infectieuses (maladies hydriques notamment dont choléra, malaria, dengue, leptospirose, fièvre jaune, infections cutanées ou respiratoires, etc.), des blessures physiques et de la malnutrition,,. Ces conséquences peuvent être provoquées directement après la catastrophe ou à la suite d'un manque d’hygiène,. Un accès diminué à l'hygiène et aux soins et médicaments aggrave la vulnérabilité à d'autres maladies tel que le VIH. Des troubles psychologiques découlent souvent de la perte de proches, du logement ou des moyens de subsistance, se manifestant parfois par une perte du sens de la réalité, insomnies, cauchemar, etc. qui peuvent aussi contribuer à la dégradation de l’état physique des victimes. Des fractures et amputations sont fréquentes. Enfin, une malnutrition peut être induite par les pertes de cultures et d'animaux d'élevage et/ou la contamination des stocks d’eau potable,,. En effet, si l’on prend comme exemple le passage d’un tsunami au-dessus d’un puits, cela aura pour conséquence d’augmenter la concentration en sel de l’eau, avec aussi un impact important au niveau de la végétation. De nombreuses pertes humaines résultent soit directement de l’inondation, soit des éléments développés ci-dessus, à divers niveaux d’intensité (voir schéma).
Les personnes âgées et les enfants sont alors particulièrement vulnérables notamment dans les pays en voie de développement, où le réseau d’égouts est souvent absent (l'inondation disperse alors les eaux grises, urines et matières fécales, ainsi que les microbes qui s'y sont développés causant des diarrhées, la malaria, la dengue, l’amibiase, le choléra, la giardia, la shigellose et la fièvre typhoïde comme au Bénin en 2010). La contamination humaine se fait par contact direct, ou indirect (eau infiltrée dans les puits, citernes ou autres approvisionnement en eau potable). Parfois l'eau potable est aussi « contaminée » par des intrusions salines liées à une montée du niveau marin ou à un recul des nappes d'eau douce qui laissent alors place à des eaux salées ou saumâtres non potables et impropres à l’usage agricole.
À ces problèmes s'ajoutent les difficultés de gestion des déchets post-inondation.

### Économie

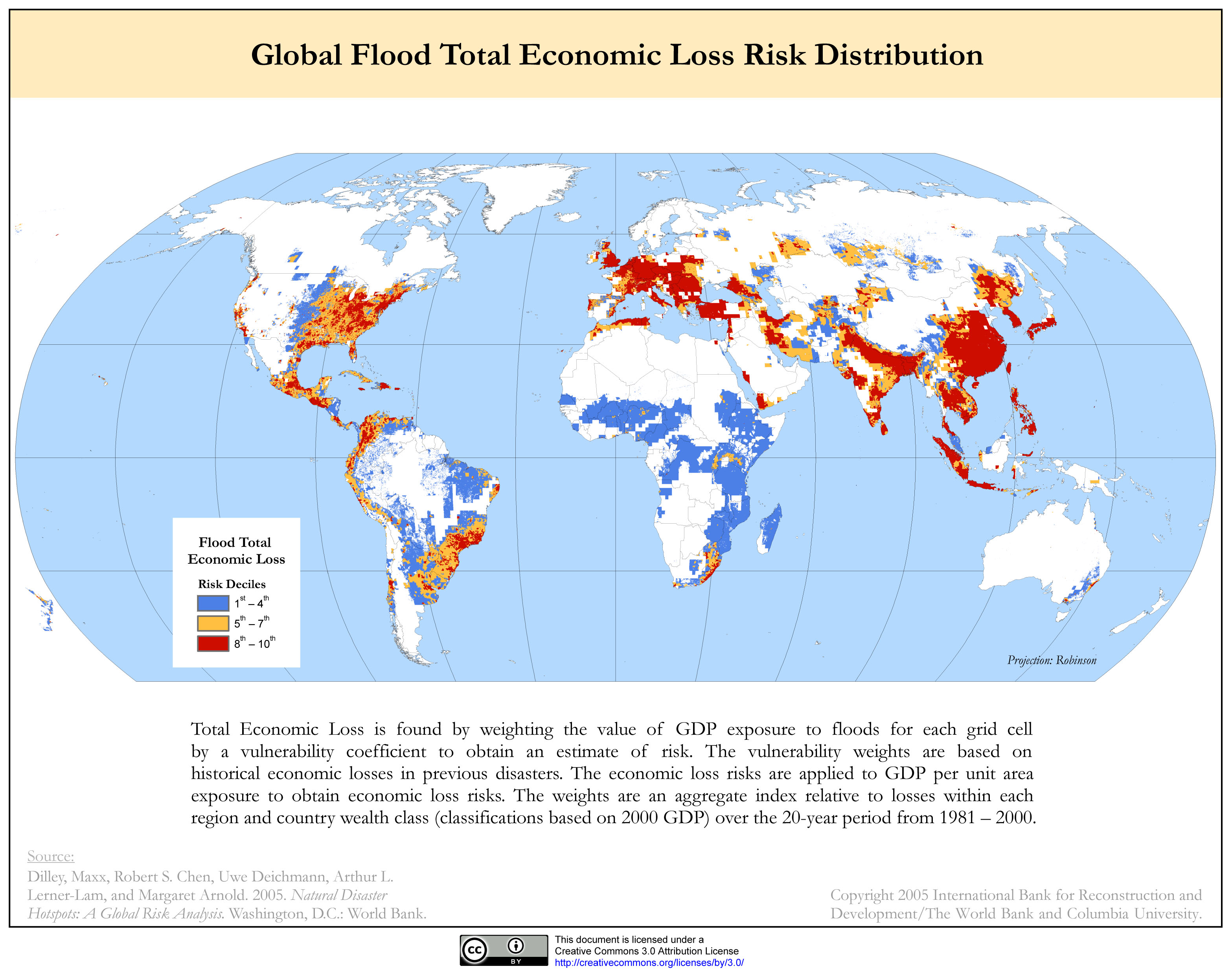
Risque de perte économique dû aux inondations.

Les inondations ont de nombreuses conséquences socio-économiques, immédiates et différées. Elles paralysent de vastes régions, les privant souvent d'eau et d'électricité et de moyens de transport (empêchant les gens d’aller travailler). Cuisiner, se laver, nettoyer les vêtements devient difficile. Dans certains pays du Sud, la pauvreté et le manque de connaissances en gestion des inondations aggravent souvent la situation, empêchant les habitants d'anticiper pour protéger leurs maisons ou de les réparer après l'inondation, les contraignant parfois à migrer vers d’autres hébergements temporaires, souvent difficile à trouver. Parfois, des milliers de personnes se retrouvent sans emploi.
En termes de solidarité, ce type de catastrophe peut se révéler à la fois négatif au sujet de la dépendance des pays touchés, vis-à-vis des dons et de l’aide internationale (forme d’assistance prolongée), et bénéfique pour l’amélioration des relations sociales, entre membres d’une même communauté villageoise (par exemple, unis dans la reconstruction),,. La solidarité mondiale est parfois limitée par des états totalitaires et/ou ébranlés par des attentats terroristes (diminution, voire une interdiction des aides pour ces pays), avec comme conséquence un effet boule de neige : l'aggravation des impacts des inondations.
Les migrations humaines sont parfois induites par la destruction massive d'infrastructures, de récoltes ou de capacité de pêche, ou encore par l’inondation de tunnels miniers…,,,.
Ces destructions causent des pertes financières pour le pays, une forte perte d’emploi à long terme (destruction d'entreprises) et souvent une détresse psychologique. Cependant, à l’échelle locale et une fois les premières semaines écoulées, la reconstruction engendrée par les inondations est source d’emploi à moyen terme,.

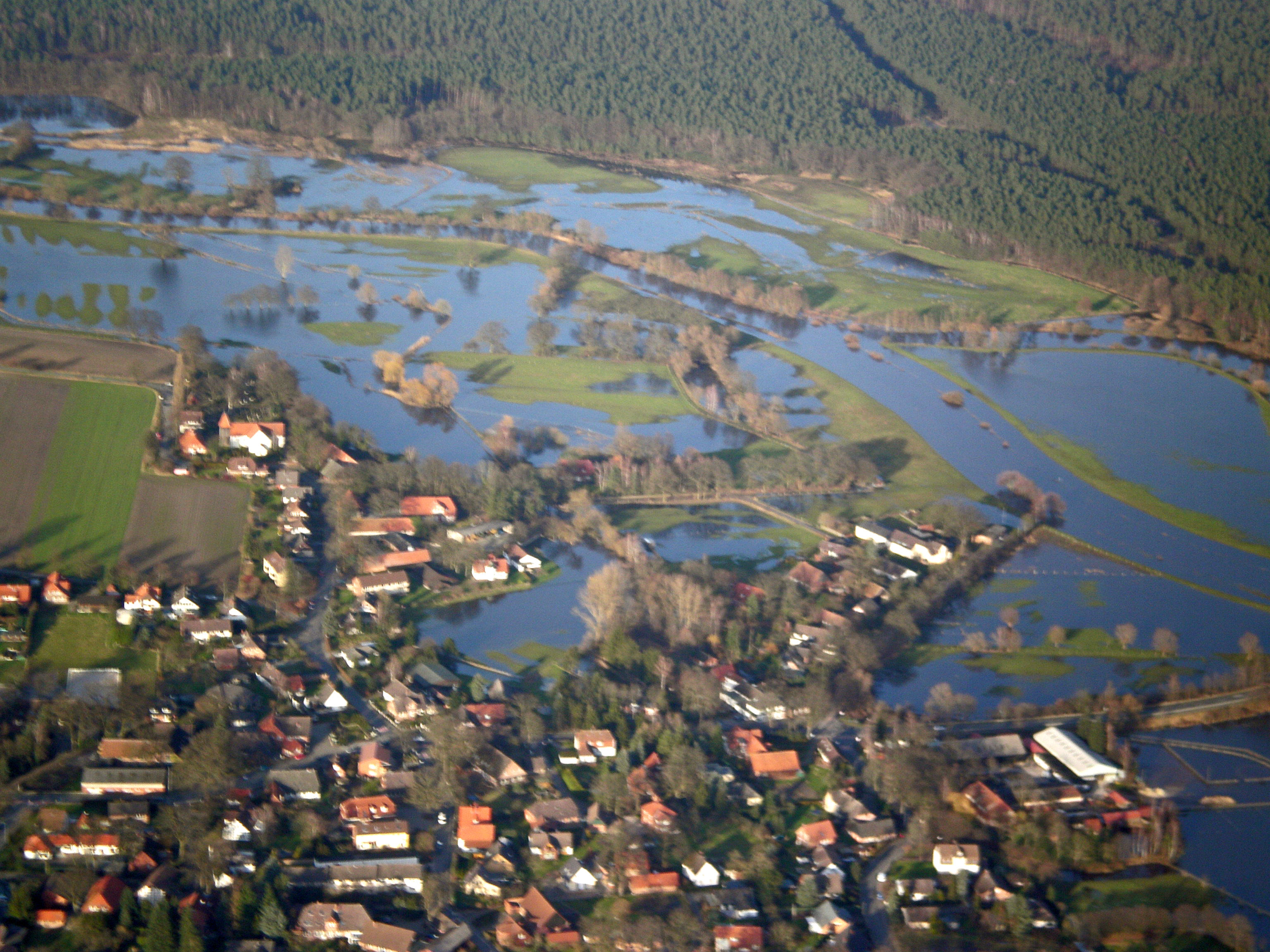
Le village d'Altencelle lors de l'inondation de Celle (Allemagne) en février 2008.

Les inondations sont parfois une menace pour le développement de villes et villages, notamment quand les submersions marines affaissent ou salinisent les terrains et que la zone d’habitat se retrouve sous le niveau de la mer.
Les individus faibles et/ou pauvres (marginalisés, handicapés, âgés notamment) risquent plus lors de ces catastrophes, du fait de leur vulnérabilité et leur faible résilience,,,, car ils manquent à la fois de fonds, de moyens et d’information pour s'adapter à ces contextes.
Le niveau d’étude des populations touchées joue aussi un rôle sur l’ampleur des impacts des inondations (voir ci-dessus). Les populations rurales au parcours scolaire plus limité subissent davantage les conséquences des inondations que les populations urbaines. Ces impacts auront dès lors une incidence à long terme pour ces habitants. De plus, dans les pays du Sud, les connaissances et les moyens mis en place pour combattre les inondations sont souvent inégalement répartis, ce qui rend les zones pauvres et marginales encore plus désavantagées et démunies face à ces catastrophes.
L'inondation perturbe ou bloque la production de nourriture, augmentant le nombre de personnes sous-alimentées et entravant le progrès contre la pauvreté et l'insécurité alimentaire.
Le niveau de la mer devrait s’élever de 80 cm d’ici 2100[réf. souhaitée], augmentant considérablement le nombre de victimes d'inondations. Des conséquences économiques dramatiques et planétaires sont attendues, car une part croissante (et déjà majoritaire) de la population et des infrastructures agro-industrielles se situent près de cours d'eau ou de rivages marins. De nombreuses régions perçoivent déjà les effets de la montée des eaux marines, qui augmente la salinisation des terres et des eaux, affectant l’agriculture et l'aquaculture en eau douce. Il sera donc plus difficile de répondre à la demande alimentaire surtout dans les pays en voie de développement.

### Environnement
Pour l'environnement, l'inondation a selon les cas des effets négatifs et/ou bénéfiques.
Elle peut induire de graves dégâts environnementaux, notamment en lessivant des sols agricoles (et leurs engrais et pesticides) ou des zones industrielles polluées. Ces dégâts se répercutent sur la population, dont en affectant des cultures et via des pertes animales,, engendrant des problèmes de malnutrition et de migration (lien avec les conséquences décrites précédemment). Ils peuvent avoir des couts élevés.

Les invasions marines (tsunamis ou liées à la montée du niveau marins) peuvent aussi dégrader les forêts de mangroves connues pour réduire la force des tempêtes et l’érosion côtières. Elles causent parfois une intrusion d’eau salée dans les nappes aquifères profondes et peu profondes (problème aggravé par une surexploitation des eaux souterraines observée dans le monde entier, qui cause localement un l'affaissement du sol rendant les habitants encore plus vulnérables aux inondations. Venise en est l'un des nombreux exemples. L’intrusion de ces eaux salées menace aussi la biodiversité. En effet, due à cette intrusion, l’accès à l’eau douce devient de plus en plus compliqué menaçant de nombreux amphibiens, reptiles, oiseaux et animaux de grande taille.
En zone aride ou après une canicule, l'apport d'eau est parfois bénéfique, par exemple au Pakistan ; ou en zone sahélienne (ex : Mali, Zambie, etc.) ; ou en climat de mousson (Inde, Asie du Sud-Est, etc.) ; les pays de mousson et tous ceux cultivant des plantes exigeantes en eau (riz, etc.) tirent profit de ces abondances d’eau (pour autant que ces volumes d’eau ne prennent pas des proportions trop élevées), synonymes d’une augmentation des rendements agricoles.
En Thaïlande, des bassins de rétention d'eau ont visent à récolter, stocker et réutiliser les surplus d’eau de la saison humide pour le réutiliser ensuite en réduisant les impacts des sécheresses (mauvaises récoltes, diminution des ressources en eau, etc.). C'est l'un des moyens d’adaptation, qui améliore les moyens de subsistance de nombreux fermiers.
L'inondation est aussi un processus naturel, nécessaire au maintien de certains écosystèmes support de la vie (ex dans les estuaires, lagunes, mares, cours d'eu, lacs et autres zones humides.
De plus, ce processus joue un rôle important dans l’évolution géomorphologique du paysage.
Ensuite, la confrontation des populations avec une catastrophe telle que celle du tsunami de 2004 améliore leur résilience. En effet, ces dernières ont acquis un niveau plus élevé de connaissances, de plans de secours individuels et de capacité de mobilisation de ressources que les habitants des zones non-affectées par ce tsunami. Ces capacités sont dues aussi aux différences de sources d’informations. Les personnes vivant dans la zone atteinte par le tsunami ont aussi pris conscience du risque pour les années à venir. Une confrontation indirecte ne serait donc pas suffisante pour commencer une bonne préparation aux catastrophes naturelles.

### Politique
Enfin, une amélioration de la situation politique peut aussi faire partie des impacts positifs. En Indonésie, la situation politique dans la province d’Aceh était critique. Le mouvement séparatiste dominait la province depuis l’indépendance de l’Indonésie en 1949. Ce mouvement a notamment réussi à obtenir une pré-indépendance de l’armée et a gagné le support d’une grande partie de la population rurale. Ils luttèrent pour l’indépendance de la province contre le gouvernement du pays. Lors de l’effondrement de la dictature, plusieurs cessez-le-feu ont été proposés, sans grande amélioration de la situation. Cependant, à la suite du tsunami de 2004, les affaires internationales s’en sont mêlées et la situation d’urgence engendrée fut l’occasion de signer la paix. Grâce à cela, les deux gouvernements ont travaillé ensemble pour la reconstruction. Cependant, le nouveau gouvernement ne sera pas influencé par cette catastrophe sur le long-terme.

## Prévention et protection

### Information préventive
En France, les communes où il y a un risque majeur d'inondations identifié, sont recensées par L’État dans un document synthétique appelé Dossier Départemental des Risques Majeurs (DDRM).

### Stratégies de lutte

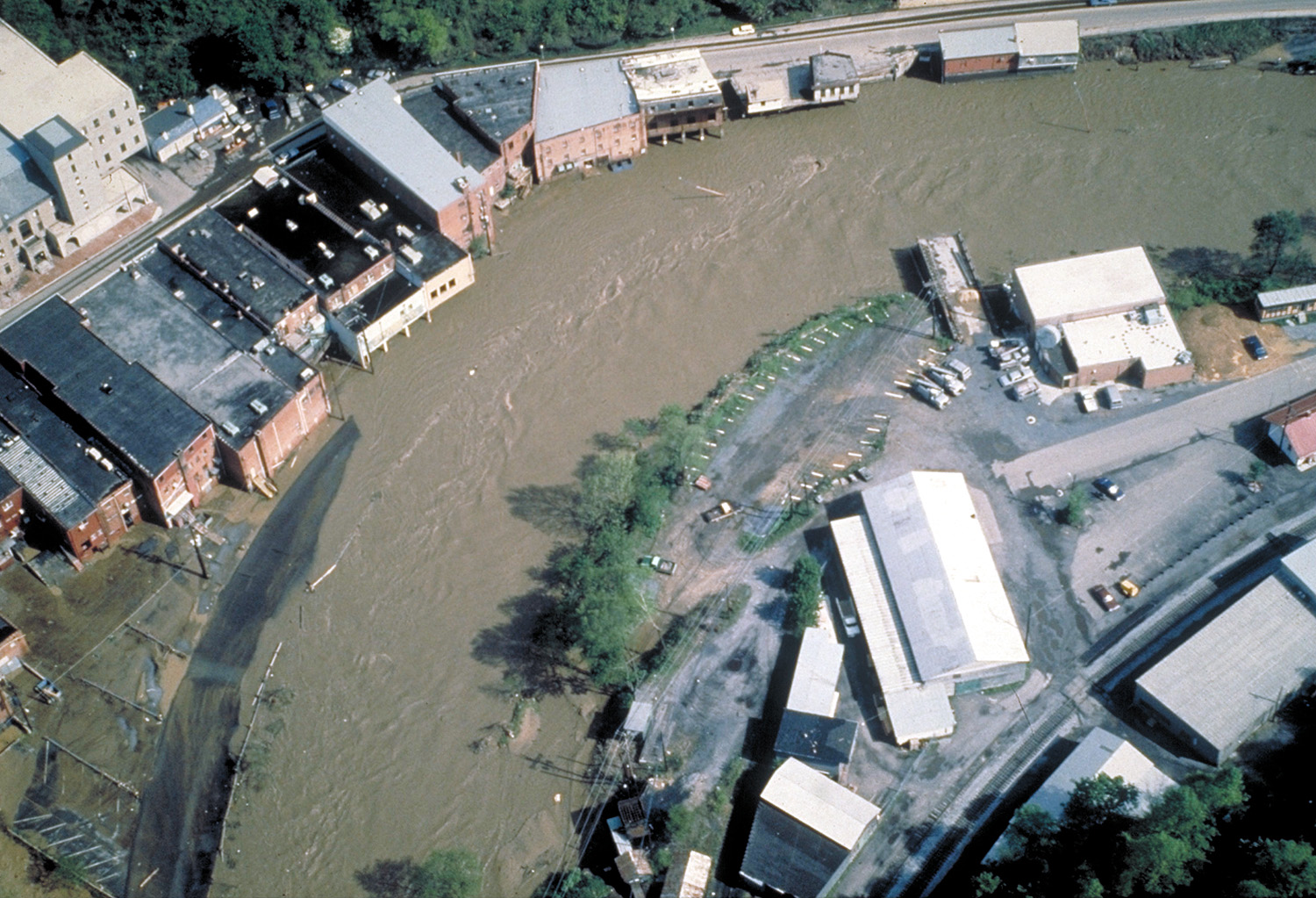
Conserver une zone d'expansion de crue suffisante diminuerait considérablement les dégâts des crues.

Elles sont basées sur une évaluation des flux (Atlas des zones inondables) et une double approche : préventive et curative. Préventivement, les collectivités et individus peuvent chercher à restaurer des zones d'expansion de crue suffisantes. Puisqu'il y a inadéquation entre la quantité d'eau à évacuer et les capacités hydrauliques, la gestion des inondations vise aussi à :
- rétablir ou améliorer des capacités d'écoulement (entretien des berges, élimination des embâcles, curage…) ;
- limiter l'imperméabilisation des sols en milieu urbain (infiltration des eaux de toitures et de ruissellement (après dépollution le cas échéant), création de noues et d'espaces verts susceptibles de servir de zone tampon).
- favoriser la rétention et l'infiltration en amont, par la préservation et la restauration de zones humides[59], par des pratiques culturales plus adaptées et une gestion d'anticipation du ruissellement visant à stocker l'eau dès le haut du bassin versant, et en freinant son écoulement et en l'infiltrant mieux dans les sols via un réseau de marais, de mares, de fossés, talus, haies, noues, prairies et prés inondables évitant de grossir les inondations en aval.

Dans certains cas, l'inondation met en jeu des mécanismes hydrologiques plus complexes, comme les crues de la Somme en 2001 dues pour l'essentiel à une remontée de la nappe phréatique. Celle-ci aurait contribué jusqu'à 80 % du débit du fleuve.
Les inondations sont les objets de modélisation en fonction de leur période de retour (crues décennales, centennales, etc. Mais la pluie restera un phénomène aléatoire, dans un contexte climatique incertain et trop complexe pour que les calculs puissent tout prévoir. Les documents d'urbanisme, PLU ou SCOT doivent donc intégrer cette contrainte, le principe de prévention et précaution, et réglementer le droit à construire. Dans les pays dits développés, en cas d'aléa important, le risque de dommage aux biens et aux personnes est plus ou moins couvert par les assurances, et il doit être en France par exemple pris en compte par un plan de prévention des risques d'inondation (PPRI).
Diverses démarches sont en cours. Ainsi, en région parisienne, on a évalué les conséquences d'une crue centennale. En dépit des travaux hydrauliques effectués en amont, sur la Seine et ses affluents, ses conséquences seraient aussi catastrophiques qu'en 1910. Les précipitations importantes du début de l'année 2002, conjuguées au niveau encore élevé des nappes phréatiques, a conduit les spécialistes à lancer une alerte au début de l'année 2002.
Elle a permis une prise de conscience de la fragilité de certains équipements souterrains (métro et trains, transformateurs électriques, etc.) ainsi que de nombreuses entreprises ou administrations. Des plans d'intervention ont été élaborés (plan de protection du risque inondation de la RATP par exemple) et des archives ont été mises à l'abri (les réserves de plusieurs musées se trouvent en sous-sol).

### Moyens de lutte

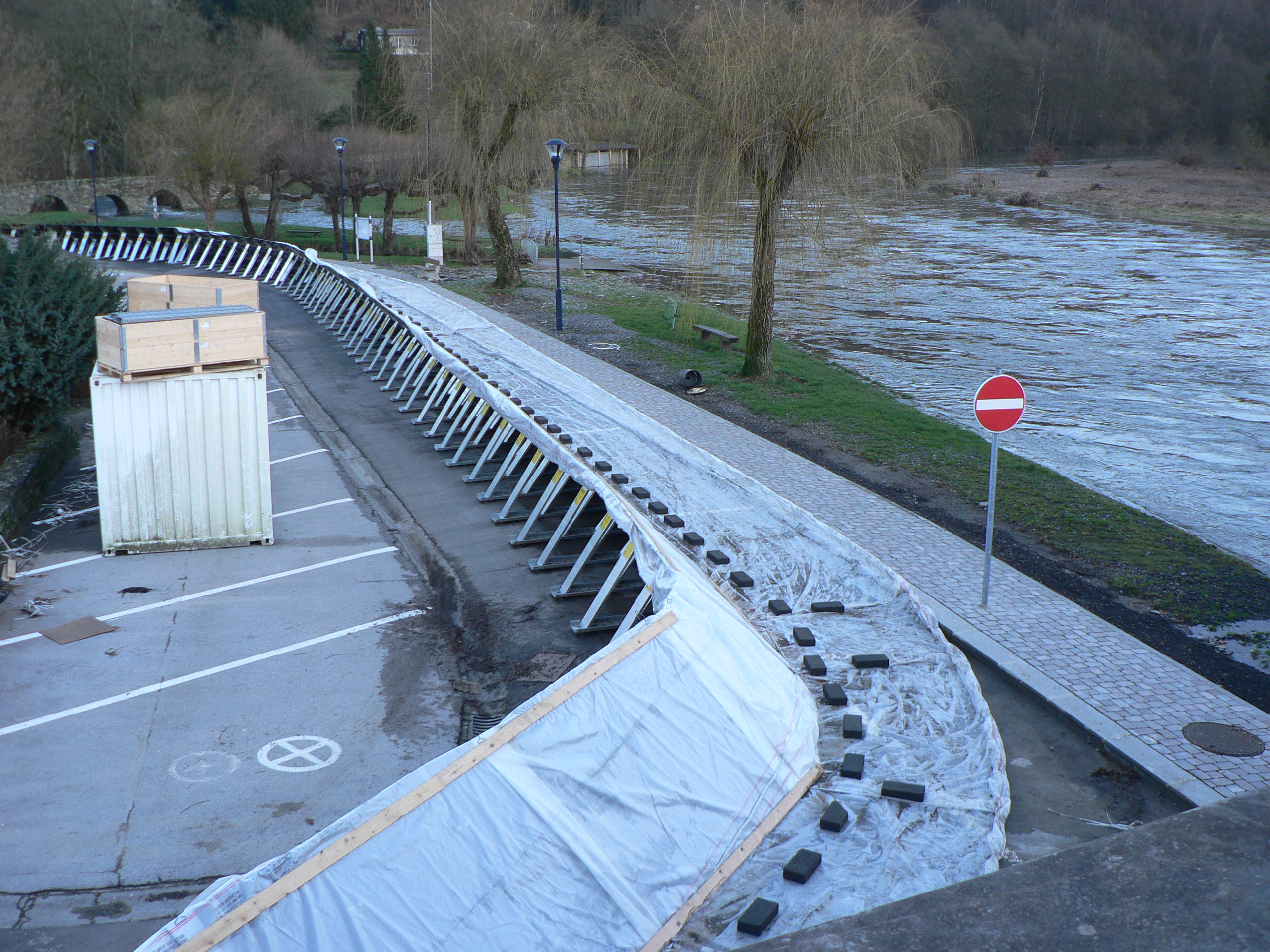
Exemple de barrière légère destinée à protéger provisoirement et en urgence contre l'inondation, plus ou moins efficacement selon la nature du sol et le périmètre à protéger.

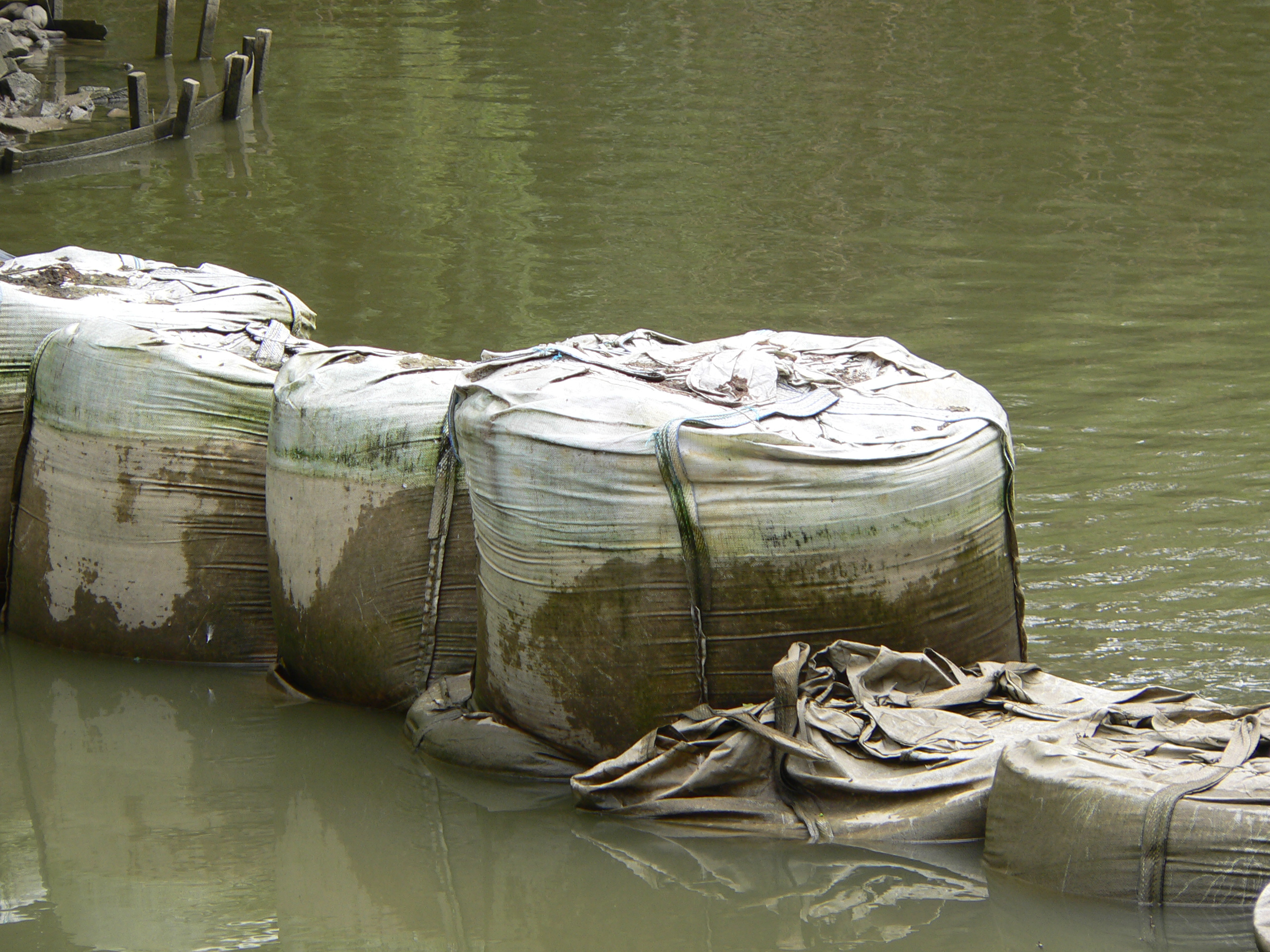
Barrière de fortune faite de big-bag remplis de matériaux.

Ils sont préventifs et curatifs et à la fois locaux et à construire à l'échelle des bassins versants. Le géographe américain Gilbert F. White (1911-2006) est l'un des premiers chercheurs à développer des méthodes de gestion des inondations.
La restauration de zones humides, la réintroduction du castor, la lutte contre le ruissellement et contre l'imperméabilisation urbaine, la plantation de bandes enherbées, le reboisement ou l'entretien de forêts de protection, la restauration de zones d'expansion de crue en amont, dès le haut du bassin versant, etc. sont autant d'actions possibles.
Les documents et règlements d'urbanisme et d'occupation du sol permettent théoriquement d'interdire, voire localement de détruire, pour raison d'intérêt général, des constructions en zone inondable. Certains règlements urbains (exemple : dispositif ADOPTA, développé en région Nord-Pas-de-Calais autour de Douai dans le nord de la France, en zone d'affaissement minier, particulièrement vulnérable) imposent que les nouvelles routes et constructions soient conçues de telle manière que les eaux pluviales soient stockées et infiltrées sur place, autant que ce serait le cas en l'absence de construction. C'est aussi une des cibles du HQE. Certaines régions ont financé des « atlas des zones inondables », par bassin versant (par exemple dans le Nord-Pas-de-Calais), comme document de porté à connaissance pour aider les communes à ne plus autoriser de construction en zone inondable.
Les moyens curatifs sont limités. Ce sont essentiellement les pompiers ou équipes de sécurité civile qui dénoient les caves et aident la population ou les entreprises.
Des approches globales sont nécessaires. Elles sont en Europe encouragées par la Directive cadre sur l'eau précisée en 2007 par une directive sur les inondations, qui impose une évaluation cartographiée des enjeux, risques et conséquences (et donc des zones inondables). Ceci doit se faire par district hydrographique et/ou unité de gestion, avec pour différents scénarios l’étendue de l’inondation ; les hauteurs d’eau ou le niveau d’eau, selon le cas ; et le cas échéant, la vitesse du courant ou le débit de crue, les risques de pollution y afférents, etc. Les États doivent se définir des objectifs et des plans de gestion des risques (avant le 22 décembre 2015 dernière limite) tenant compte d'enjeux hiérarchisés et des aspects alerte, prévention, protection et préparation, en encourageant « des modes durables d’occupation des sols, l’amélioration de la rétention de l’eau, ainsi que l’inondation contrôlée de certaines zones en cas d’épisode de crue ». Ce travail doit être en accord avec la convention d'Aarhus traduite par la directive 2000/60/CE sur l'information et la consultation du public.
Dès 2014, l'État français publie les cartes de risque et d'aléa inondation. La terminologie employée pour qualifier les niveaux d'aléa représente une vraie nouveauté. Si l'aléa fréquent est représenté par une crue décennale, la crue moyenne correspond à une crue centennale ou historique si supérieure. Quant à la crue extrême, elle correspond à une crue millénale voire à l'extension de la cartographie hydro-géomorphologique.
Des pôles d'aide et conseil émergent. Les inondations pourraient être exacerbées avec la fonte des glaciers et avec l'élévation du niveau de la mer. Divers travaux de prospective et modélisations (voir par exemple les programmes européens « PESETA » et « PRUDENCE ») sont en cours dans le cadre de l'adaptation aux changements climatiques, qui peuvent aider les collectivités à mieux se préparer.

### Exemples par pays

#### France
La Loire est le plus grand fleuve de France et traverse de nombreux départements avant de se jeter dans l’Atlantique. Sa vallée en aval du Bec d’Allier (près de Nevers) fut maintes fois inondée au cours des siècles passés.
Une des nombreuses propositions pour combattre les crues, consiste en un aménagement de la Loire en amont du Bec d’Allier, par la mise en place de retenues multiples le long du parcours des deux cours d'eau. Le choix d’inonder volontairement certains secteurs des vallées satisfait à plusieurs exigences :
- aucun dommage humain ni matériel n’est provoqué ;
- aucun lieu habité n’est submergé ;
- un écoulement ininterrompu des eaux fluviales.

Ces retenues ont un fonctionnement de remplissage et de vidange purement mécanique et autonome, dépendant uniquement de la gravité.

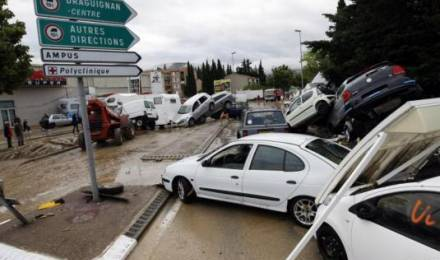
Inondation dans le Var le 15 juin 2010 (Draguignan).

Les inondations dans le Var le 15 juin 2010 : 
 Après des pluies exceptionnelles (jusqu'à 400 mm d'eau en 24 h, ce qui représente 3 mois et demi de pluie en 24 h), elles sont à l'origine de 26 morts.
Un exemple d'inondation consécutive à une submersion marine qui a marqué les esprits a été, le 28 février 2010, l'inondation de la Faute-sur-Mer à la suite de la tempête Xynthia qui a fait 29 victimes et détruit 20 % du parc immobilier de la commune.
En 2015, la législation évolue, imposant notamment aux schémas de coopération intercommunale de prendre en compte, au moment de leurs révisions, les nouvelles compétences des collectivités en matière d'eau, d'assainissement et de protection des inondations issues des lois de décentralisation.
Depuis mars 2015, la Base de données historiques sur les inondations (BDHI) recense les inondations remarquables qui se sont produites en France au cours des siècles passés. Alimentée par Irstea et le Cerema, elle intègre progressivement les nouveaux événements qui surviennent, constituant ainsi une référence pour tous les acteurs de la gestion du risque.

#### Pays-Bas
Aux Pays-Bas, où 26 % du territoire est constitué de polders situés sous le niveau de la mer et où 55 % du territoire est directement exposé aux crues, de nombreuses initiatives ont pour but de fortement réduire les inondations et/ou leurs impacts. Outre les expérimentations d'habitations flottantes qui sont détaillées dans les paragraphes suivants, la plus importante, dénommée Plan Delta, a consisté à protéger le pays contre toutes les submersions marines possibles.
À IJburg, ce quartier résidentiel d’Amsterdam est composé de maisons flottantes. Ces maisons coulissent verticalement en fonction du niveau de l'eau le long de piliers qui les maintiennent en place. Ces habitations ne sont donc pas affectées par les inondations. Ces maisons peuvent en outre être transportées ou vendues, par exemple si leur propriétaire souhaite s’agrandir, il peut vendre sa maison mais conserver sa parcelle d’eau et y faire poser une maison plus vaste. Dans d’autres quartiers (Maasbommel, par exemple), ce sont des maisons amphibies qui sont construites. Ces dernières reposent sur des terrains à risque, en bordure de cours d’eau ou en zone inondable. Outre l’Europe, ce genre de maisons est en projet de construction au Nicaragua, dans un petit village inondé chaque année, et par conséquent, reconstruit chaque année.
Mais la réalisation marquante des Pays-Bas est un projet ambitieux et technologiquement très avancé : le Plan Delta dont la mise en place a duré 40 ans (1957-1997).
Cette initiative a pour objectif de se défendre contre les inondations maritimes localisées au Sud-Est des Pays-Bas, plus précisément dans la province de Zélande. Elle a été créée à la suite de la catastrophe de 1953, qui a entraîné d’importants dégâts matériels (150 000 hectares de terres touchées) ainsi que de nombreuses victimes (1 835 personnes). La commission Delta, mise en place 20 jours après la catastrophe, avec à sa tête M. Maris (directeur général du département de gestion des eaux), a eu pour but de donner divers conseils visant à renforcer la sécurité et à la bonne exécution du Plan Delta. Celui-ci fut ainsi élaboré et débuta fin des années 1950.
Le Plan Delta a été l’œuvre de plusieurs décennies, se basant sur 4 objectifs : protéger les basses terres (dont notamment des villes importantes telles qu’Amsterdam ou Rotterdam), créer des lacs d’eau douce, améliorer les communications et gagner des terres cultivables, en les poldérisant. Ce plan comporte de nombreux impacts positifs, mais également négatifs.
De nombreux impacts se sont révélés positifs, répondant aux objectifs auxquels la commission s’était fixée. En effet, le Plan Delta a permis, d'améliorer la sécurité de la population hollandaise, comme l'atteste la diminution du nombre de victimes. Aussi, la construction de ces barrages a permis d’améliorer de nombreux secteurs : la mobilité (l’accessibilité d’une zone à une autre dans le Sud-Ouest s’est vue facilitée, grâce à la circulation des véhicules sur les barrages, diminuant le trajet pour les navetteurs), la navigation intérieure ou encore l’agriculture (l’alimentation en eau douce étant, grâce au plan, mieux organisée).
Cependant, malgré la volonté de protéger le pays des eaux, plusieurs paramètres n’ont pas été pris en compte dans le Plan Delta à ses débuts. À la suite de la construction de ces barrages, la santé des écosystèmes s’est fortement dégradée, entrainant des impacts négatifs sur la faune et la flore. En effet, la construction de ces diverses infrastructures n’a plus permis une action continue des marées (permettant un apport en eau salée), d’où une désalinisation des eaux à l’intérieur des barrages. Ce phénomène a eu pour conséquence la mort de nombreuses espèces de poissons et de plantes, mais également la migration d’oiseaux, ne pouvant plus subvenir à leurs besoins alimentaires. Malgré tout, des barrages à claire-voie, comme l’atteste le barrage de l’Oosterscheldekering ont été construits. Ce type de barrage présente la particularité d’être un barrage ouvert, ne se fermant que lors de crues. Ce système permet, dès lors, d’empêcher la désalinisation et donc de permettre à la faune et la flore de survivre.
Aujourd’hui, de nouvelles mesures doivent être prises pour renforcer les effets du Plan Delta. En effet, l’élévation continue du niveau de la mer et les crues fluviales combinant leurs effets ont occasionné d’énormes dégâts matériels, comme on l'a vu lors des inondations des années 1993 à 1995. En effet, si les terres étaient bien protégées des eaux venant de la mer, ce n'était pas le cas de celles venant des fleuves, qui ont été la cause de ces dommages. L'instauration de ce nouveau plan, qu inclut la surélévation des digues et l'évacuation de certaines zones pour les rendre inondables, permettrait de pallier les faiblesses du plan actuel et de renforcer ainsi la sécurité en diminuant le risque d'inondation à 1 tous les 100 000 ans.

#### Haïti

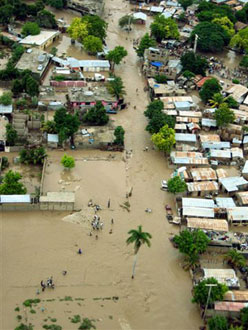
Inondation à Haïti.

Petit pays partageant l’île d’Hispaniola avec la République dominicaine, Haïti est chaque année sujette aux ouragans, du fait de sa position géographique. Ces derniers entrainent des inondations pouvant se révéler dévastatrices.
Certains projets peuvent cependant contribuer à aider les Haïtiens dans leur quête d’une certaine résilience, à l’image du village de Port-à-Piment, situé au Sud-ouest d’Haïti. Ce village côtier de 14 000 habitants est en fait situé à l’embouchure d’un cours d’eau. En période cyclonique ou lors de fortes précipitations, les crues y sont fréquentes en amont de la ville et accroissent les risques d’inondations et de contamination des eaux.
Dès 2009, le projet de construction d’un mur en gabions a été entrepris. En 2010, 200 mètres de murs avaient été construits et au mois d’août 2011, 250 mètres supplémentaires ont été inaugurés. De plus, une nouvelle protection de 450 mètres doit encore être construite afin de finaliser la protection et de permettre à la rivière de conserver son lit lors des situations exceptionnelles.
Ce projet est l’aboutissement d’une collaboration entre le Programme des Nations unies pour le développement (PNUD) et le Groupe d’Initiatives pour un Port-à-Piment Nouveau (GIPPN). D’une part, le PNUD est un organisme international dont le but en Haïti est d’apporter des connaissances, des expertises et des formations, afin de permettre aux populations locales de poursuivre les projets mis en œuvre et de reconstruire eux-mêmes leur pays. Le projet mené par le PNUD s’intègre dans le cadre du « programme de Relèvement et Moyens de subsistance du PNUD dans le département du Sud », au cours duquel 300 000 $ américains ont été investis pour la construction des 450 mètres de gabions. D’autre part, le GIPPN est une association haïtienne.
De plus, entre fin 2010 et début 2011, un projet parallèle concernant le système d’eau potable a été mené conjointement par le PNUD (à hauteur de 97 000 $ américains) et par l’association « Konbit Pou Potapiman » (KPP).
Au niveau des résultats, ce projet a déjà eu au moins un impact positif au niveau de la qualité de l’eau de consommation et d’irrigation. Les gabions permettent de protéger le système d’irrigation, au moins face aux intempéries de faible intensité. Mais le nouveau système d’eau potable permet désormais un accès à l’eau potable pour les habitants de la ville. Indirectement, cela permet de réduire le taux de mortalité infantile et les maladies dont le cycle de vie est lié à l’eau, comme la malaria ou la diarrhée.
Les gabions ont permis de revaloriser les terres cultivables situées en bordure de la rivière, avec un impact positif sur la sécurité alimentaire de la population. Cependant, leur efficacité face à d’intenses précipitations et face aux ouragans est plus limitée. Dans son rapport intitulé « Impacts des inondations sur la côte Sud », à la suite d’une mission de reconnaissance, le CSI (Côte Sud Initiative) juge les structures de gabionnage « nécessaires, mais pas suffisantes pour supporter de grands volumes d’eau ». Selon le CSI, des analyses hydrologiques seraient nécessaires afin de renforcer ces gabions par des structures organiques, en des points stratégiques (au moyen de bambous, par exemple).

#### Cameroun

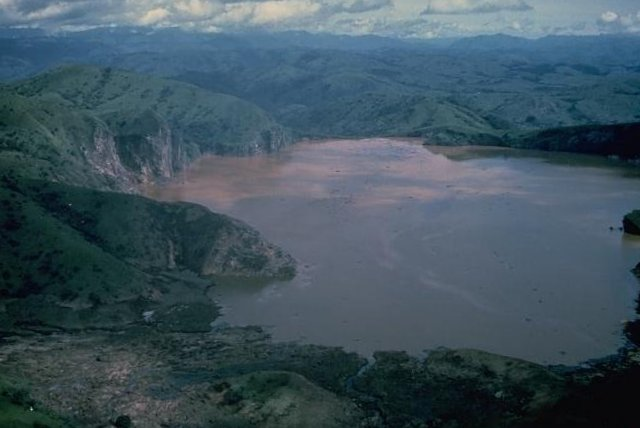
Le lac Nyos.

Le lac Nyos se situe au Cameroun, près de la frontière avec le Nigeria. Ce lac a été formé par phénomène volcanique. Il présente deux dangers : une inondation et un relâchement d'une quantité dangereuse de CO2 captif.
Pour ce qui est du relâchement, un relâchement naturel de CO2 à partir de ce lac est à l'origine d'une catastrophe environnementale qui a eu lieu le 22 août 1986. Cette catastrophe a coûté la vie à 1 700 personnes, a tué du bétail et a changé les conditions pédologiques des sols (il y a des retombées de CO2 et le CO2 acidifie les sols) et donc le type de végétation (ce changement de végétation a été observé par une comparaison d'images satellite). Cet incident a poussé des organisations à étudier le lac. Ils ont étudié le barrage naturel du lac, long de 50 mètres et haut de 40 mètres et constitué de roches pyroclastiques consolidées, et ont mis en évidence qu'il subissait une érosion régressive. Plusieurs propositions de projets ont été émises mais seul un dégazage contrôlé a été mis en place en 2001, alors que les risques pour les populations (dont une partie est revenue sur leurs terres après la catastrophe de 1986) sont importants et les surfaces qui seraient touchées s'étalent sur les deux pays mais principalement sur le Nigeria (ces risques sont largement étudiés dans l'étude de la « tiger initiative »).

#### Birmanie
Les plantations de mangroves constituent un des moyens de protection les plus efficaces contre les inondations. De plus, elles accordent d’autres avantages aux populations locales, comme la lutte contre l’érosion et l’apport de nourriture (poissons) pour les populations locales. Avec l’aide de certaines ONG (comme Malteser International, l'agence de secours international de l'ordre souverain de Malte pour l'aide humanitaire,), de plus en plus de mangroves sont plantées dans les pays du Sud. Malteser International a aidé la communauté de Kyae Taw à planter près de 18 000 mangroves, protégeant ainsi plus de 3 000 habitants de deux villages de la commune de Sittwe.

## Grandes inondations
Parmi les grandes inondations qui ont frappé les esprits figurent :
- l'Inondation de Grenoble en 1219 à l'origine du symbole du Serpent et du dragon ;
- la crue de la Seine de 1910, qui bien que n'ayant fait que peu de victimes a fait d'importants dégâts ;
- la crue du Mississippi de 1927 a fait 200 victimes, bien moins que l'inondation causée par la mer du Nord en 1953 (plus de 1800 victimes) ;
- la grande inondation de Valence en Espagne en 1957 a fait 80 victimes, soit à peine plus que l'inondation du Midwest américain de 1993 (50 victimes), ce qui est bien moins important que les inondations de 2010 au Pakistan (1760 victimes) ou de 2011 en Thaïlande (652 victimes) ;
- les grandes crues en Bourgogne et dans l'Aube en mai 2013, et dans les Pyrénées en juin 2013[86].
- Les inondations de 2024 en Espagne.

## Incidents liés à une inondation
- Inondation des salles machines de la centrale nucléaire de Nogent : incident de niveau 1
- Inondation de la centrale nucléaire du Blayais en 1999, incident de niveau 2

## Résilience
Selon les contextes les sociétés humaines, les villes et les zones d'activité sont plus ou moins résilientes face aux inondations, d'autant plus qu'elles s'y sont préparées par exemple en prévoyant une « zone refuge » à l'étage (au-dessus de la côte de la crue de référence, et avec accès au toit) dans la maison ; ou des zones refuges en hauteur près des zones à risque.
Si les zones inondables sont des prairies gérées pour qu'elles puissent continuer à servir de zones d'expansion de crue, si les fonds de vallées inondables sont occupés par des prairies plutôt que par des champs vulnérables à l'érosion hydrique ou à la submersion et que les habitations et infrastructures sensibles sont placés en hauteurs (sur des talus pour les voies ferrées par exemple), si les réseaux techniques (gaziers, électriques, de fibre optique, d'égouts, etc.) sont prévus pour résister à la submersion de quelques jours ou semaines, alors les effets d'une inondation peuvent être fortement atténués.
Certains groupes humains vivent traditionnellement au bord de grands fleuves dans des maisons construites sur de hauts pilotis les mettant à l'abri des plus hautes eaux.
Le risque inondation diminue après la catastrophe si une transformation des mentalités s'engage pour d'une part adapter la conception des réhabilitions des habitats endommagés et d'autre part améliorer l'organisation de la protection des populations. Ceci avec des actions à court terme (exemples : alerte météo personnalisée, programme d'aide à l'adaptation des logements), à moyen terme (exemple : travaux de ralentissement de la dynamique des inondations) et à long terme (exemple : amélioration de la transparence hydraulique de l'habitat dans le contexte du changement climatique).

## Empreinte dans la culture
Dans la mythologie grecque, à l'occasion de son témoignage sur la vengeance des dieux contre Laomédon et le sacrifice d'Hésione, le poète romain Ovide identifie le monstre marin Céto à une inondation.

### Guides
- « Les gestes qui sauvent », sur Assurance Prévention (consulté le 27 février 2025)